# Erycia longicornis
Erycia longicornis là một loài ruồi trong họ Tachinidae.